# Phrynopus pesantesi
Phrynopus pesantesi es una especie de anfibio anuro de la familia Craugastoridae.

## Distribución geográfica
Esta especie es endémica de la provincia de Pasco en la región de Pasco en Perú. Habita en el distrito de Huachón entre los 4280 y 4390 m de altitud.

## Etimología
Esta especie lleva el nombre en honor a Omar Pesantes.

## Publicación original
- Lehr, Lundberg & Aguilar, 2005 : Three new species of Phrynopus from central Peru (Amphibia: Anura: Leptodactylidae). Copeia, vol. 2005, n.º 3, p. 479-491.[5]